# Liste der Naturdenkmale in Wandlitz
Die Liste der Naturdenkmale in Wandlitz nennt die Naturdenkmale in der Gemeinde Wandlitz im Landkreis Barnim in Brandenburg (Stand Juli 2009).
In den Spalten befinden sich folgende Informationen:
- Nr.: Identifizierungsnummer nach veröffentlichter Liste. Sie wird von der unteren Naturschutzbehörde des Landkreises oder der kreisfreien Stadt vergeben. Wenn sie bekannt ist, wird sie angegeben. In dieser Spalte kann sich zusätzlich das Wort Wikidata befinden, der entsprechende Link führt zu Angaben zu diesem Naturdenkmal bei Wikidata.
- Bezeichnung: Benennung des Naturdenkmals, in der Regel wird bei Bäume die Baumart genannt. Bekannte Eigennamen werden mit angegeben.
- Gemarkung: Ort oder Gemarkung, in der sich das Naturdenkmal befindet
- Lage: Nennt die Lage des Naturdenkmals im jeweiligen Ortsteil und die geografischen Koordinaten des Naturdenkmals. Link zu einem Kartenansichtstool, um Koordinaten zu setzen. In der Kartenansicht sind Naturdenkmale ohne Koordinaten mit einem roten beziehungsweise orangen Marker dargestellt und können in der Karte gesetzt werden. Denkmale ohne Bild sind mit einem blauen bzw. roten Marker gekennzeichnet, Denkmale mit Bild mit einem grünen beziehungsweise orangen Marker.
- Beschreibung: die Beschreibung des Naturdenkmales
- Schutzzweck: Erläutert den Grund der Unterschutzstellung
- Bild: Zeigt ein Bild des Naturdenkmales und gegebenenfalls ein Link zu weiteren Fotos im Medienarchiv Wikimedia Commons

## Bäume, Baumgruppen
| Bild                                    | Bezeichnung                     | Lage | Beschreibung                                                                          | Schutzzweck | Nummer   |
| --------------------------------------- | ------------------------------- | --- | ------------------------------------------------------------------------------------- | --- | -------- |
| BW                                      | Stiel-Eiche                     | Klosterfelde, östlich der Kirche auf dem Friedhof (52° 47′ 31,4″ N, 13° 28′ 56,4″ O)                                          | - Alter: ca. 300 Jahre - Höhe: 25,00 m - Umfang: 4,75 m - Kronendurchmesser: 24 m     | Eigenart, Schönheit | 108-01   |
| BW                                      | Winter-Linde                    | Klosterfelde, nördlich der Kirche, zwischen Kirche und Pfarrhaus (52° 47′ 30,7″ N, 13° 28′ 50,6″ O)                           | - Alter: 300–400 Jahre - Höhe: 26,00 m - Umfang: 4,80 m - Kronendurchmesser: 16 m     | Schönheit, Eigenart | 108-02   |
| Direkt Bild zu diesem Denkmal hochladen | Eiche                           | Klosterfelde, östlich der B 109 hinter dem Garten des Hauses Nr. ..., an einem Graben ()                                      | - Alter: 150–200 Jahre - Höhe: 26,00 m - Umfang: 4,05 m - Kronendurchmesser: 18 m     | Eigenart, Schönheit | 108-03   |
| BW                                      | Gewöhnliche Platane             | Klosterfelde, nördlich der Kirche, zwischen Friedhof und Pfarrhaus, 8 m nördlich der Linde (52° 47′ 31,4″ N, 13° 28′ 52,4″ O) | - Alter: ca. 100 Jahre - Höhe: 23,00 m - Umfang: 2,88 m - Kronendurchmesser: 20 m     | Seltenheit, Eigenart | 108-04   |
| BW                                      | Sommer-Linde                    | Klosterfelde, vor der Kirche (52° 47′ 29,2″ N, 13° 28′ 49,8″ O)                                                               | - Alter: 200–300 Jahre - Höhe: 11,00 m - Umfang: 5,93 m - Kronendurchmesser: 12 m     | Seltenheit, Eigenart | 108-05/1 |
| BW                                      | Sommer-Linde                    | Klosterfelde, vor der Kirche (52° 47′ 29,4″ N, 13° 28′ 48,7″ O)                                                               | - Alter: 200–300 Jahre - Höhe: 10,00 m - Umfang: 3,27 m - Kronendurchmesser: 8 m      | Seltenheit, Eigenart | 108-05/2 |
| BW                                      | Gemeine Esche                   | Klosterfelde, Klosterfelder Hauptstr. 13 (52° 47′ 44,3″ N, 13° 28′ 45,3″ O)                                                   | - Umfang: 3,40 m - Kronendurchmesser: 18 m                                            | Eigenart, Schönheit, ortsbildprägender Baum | 108-07   |
| Direkt Bild zu diesem Denkmal hochladen | Stiel-Eiche                     | Lanke, an der Straße nach Biesenthal, rechts 100 m vor dem Ortsausgangsschild ()                                              | - Alter: 300–400 Jahre - Höhe: 24,00 m - Umfang: 5,15 m - Kronendurchmesser: 15 m     | Eigenart | 120-01   |
| BW                                      | Stiel-Eiche                     | Lanke, Oberseestr. 1, unmittelbar an einer Mauer und ca. 1,5 m vor der Hauswand (52° 45′ 39,6″ N, 13° 33′ 35″ O)              | - Alter: 100–200 Jahre - Höhe: 23,00 m - Umfang: 3,62 m - Kronendurchmesser: 20 m     | Schönheit, Eigenart | 120-02   |
| Direkt Bild zu diesem Denkmal hochladen | Rot-Buche                       | Lanke, 2 m vom Westufer der Insel am Hellsee ()                                                                               | - Alter: ca. 30 Jahre - Höhe: 19,00 m - Umfang: 0,69–1,27 m - Kronendurchmesser: 11 m | Seltenheit, Eigenart | 120-03   |
| Direkt Bild zu diesem Denkmal hochladen | Stiel-Eiche                     | Lanke, nördlich des Hellsees, 43 m vom Fließ, am Weg ()                                                                       | - Alter: 200–300 Jahre - Höhe: 27,00 m - Umfang: 4,25 m - Kronendurchmesser: 23 m     | Eigenart | 120-04   |
| Direkt Bild zu diesem Denkmal hochladen | Stiel-Eiche                     | Lanke, nördlich des Hellsees, am Weg ()                                                                                       | - Alter: 200–300 Jahre - Höhe: 29,00 m - Umfang: 4,20 m - Kronendurchmesser: 15 m     | Eigenart | 120-05   |
| Direkt Bild zu diesem Denkmal hochladen | Stiel-Eiche                     | Lanke, nordnordöstlich vom Hellsee am Weg ()                                                                                  | - Alter: 200–300 Jahre - Höhe: 15,00 m - Umfang: 4,75 m - Kronendurchmesser: 6 m      | Eigenart | 120-06   |
| Direkt Bild zu diesem Denkmal hochladen | „Zweibeinige Buche“ (Rot-Buche) | Lanke, 75 m westlich der schmalsten Stelle des Hellsees ()                                                                    | - Alter: ca. 50 Jahre - Höhe: 28,00 m - Umfang: 2,25 m - Kronendurchmesser: 12 m      | Seltenheit, Eigenart | 120-07   |
| Direkt Bild zu diesem Denkmal hochladen | Stiel-Eiche                     | Lanke, 100 m vor dem Ortseingangsschild aus Richtung Biesenthal, links (ca. 30 m südlich der Straße) ()                       | - Alter: ca. 400 Jahre - Höhe: 26,50 m - Umfang: 6,10 m - Kronendurchmesser: 19 m     | Eigenart | 120-08   |
| Direkt Bild zu diesem Denkmal hochladen | Stiel-Eiche                     | Lanke, an der Kreuzung des Hellseerundweges mit dem Uppstallfließ ()                                                          | - Umfang: 4,35 m - Kronendurchmesser: 30 m                                            | Eigenart, Schönheit | 120-09   |
| Direkt Bild zu diesem Denkmal hochladen | Rot-Buche                       | Lanke, südlich des Hellsees am Ostrand des Feldes ()                                                                          | - Umfang: 4,52 m - Kronendurchmesser: 22 m                                            | Eigenart, Schönheit | 120-10   |
| Direkt Bild zu diesem Denkmal hochladen | Stiel-Eiche                     | Prenden, 4 m von der Straße; zwischen alten Forsthaus und Fließ, das Bauern- und Strehlesee verbindet ()                      | - Alter: 125 Jahre - Höhe: 26,00 m - Umfang: 3,96 m - Kronendurchmesser: 20 m         | Eigenart, Schönheit | 188-01   |
| Direkt Bild zu diesem Denkmal hochladen | Stiel-Eiche                     | Prenden, an der linken Seite der Straße nach Ruhlsdorf; in der Nähe des Kindergartens ()                                      | - Alter: ca. 100 Jahre - Höhe: 26,00 m - Umfang: 3,49 m - Kronendurchmesser: 24 m     | Eigenart, Schönheit | 188-03   |
| Direkt Bild zu diesem Denkmal hochladen | Gemeine Kiefer                  | Prenden, Abt. 138 a1, 9 m Abstand von der Straße ()                                                                           | - Alter: ca. 100 Jahre - Höhe: 22,00 m - Umfang: 1,99 m - Kronendurchmesser: 8 m      | Eigenart | 188-04   |
| BW                                      | Sommer-Linde                    | Prenden, Mühlengasse 12 (52° 47′ 17,9″ N, 13° 33′ 16,6″ O)                                                                    | - Umfang: 3,78 m - Kronendurchmesser: 14 m                                            | Eigenart, Schönheit | 188-05   |
| BW                                      | Rot-Buche                       | Schönwalde, Siedlung Gorinsee, am westlichen Ortsausgang, ca. 50 m südlich der Landstraße (52° 40′ 54,4″ N, 13° 28′ 0,6″ O)   | - Alter: ca. 200 Jahre - Höhe: 28,00 m - Umfang: 4,72 m - Kronendurchmesser: 27 m     | Schönheit, Eigenart | 216-01   |
| Direkt Bild zu diesem Denkmal hochladen | Stiel-Eiche                     | Schönwalde, Abt. 2252 c10 ()                                                                                                  | - Alter: 300–400 Jahre - Höhe: 30,00 m - Umfang: 4,70 m - Kronendurchmesser: 10 m     | Eigenart, landeskundliche Bedeutung | 216-02   |
| BW                                      | Stiel-Eiche                     | Schönwalde, Bahnhofstraße, Ecke Neumühler Straße am Forsthaus (52° 40′ 46,6″ N, 13° 26′ 2,8″ O)                               | - Alter: 150–200 Jahre - Höhe: 24,00 m - Umfang: 3,90 m - Kronendurchmesser: 19 m     | Eigenart | 216-03   |
| Direkt Bild zu diesem Denkmal hochladen | Stiel-Eiche                     | Schönwalde, direkt am Ortseingang aus Richtung Bernau, am Straßenrand rechts ()                                               | - Alter: 200–300 Jahre - Höhe: 28,00 m - Umfang: 4,60 m - Kronendurchmesser: 16 m     | Eigenart, Schönheit | 216-04   |
| Direkt Bild zu diesem Denkmal hochladen | Eiche                           | Schönwalde, Abt. 2251 c2 ()                                                                                                   | - Alter: 200–300 Jahre - Höhe: 22,00 m - Umfang: 4,37 m - Kronendurchmesser: 15 m     | landeskundliche Bedeutung, Eigenart | 216-05   |
| Direkt Bild zu diesem Denkmal hochladen | Stiel-Eiche                     | Schönwalde, östlich des Basdorfer Weges, in Abt. 2125 a3 ()                                                                   | - Alter: 150–200 Jahre - Höhe: 24,00 m - Umfang: 3,66 m - Kronendurchmesser: 15 m     | Eigenart | 216-06/1 |
| Direkt Bild zu diesem Denkmal hochladen | Stiel-Eiche                     | Schönwalde, östlich des Basdorfer Weges, in Abt. 2125 a5 ()                                                                   | - Alter: ca. 150 Jahre - Höhe: 33,00 m - Umfang: 3,70 m - Kronendurchmesser: 17 m     | Eigenart | 216-06/2 |
| Direkt Bild zu diesem Denkmal hochladen | Trauben-Eiche                   | Schönwalde, direkt am Basdorfer Weg, Abt. 2126 a3, 345 m vom Gestell 2151/2150/2126/2125 ()                                   | - Alter: 100–200 Jahre - Höhe: 26,00 m - Umfang: 3,43 m - Kronendurchmesser: 21 m     | Eigenart | 216-06/3 |
| Direkt Bild zu diesem Denkmal hochladen | Stiel-Eiche                     | Schönwalde, östlich des Basdorfer Weges, in Abt. 2125 a5 ()                                                                   | - Alter: ca. 150 Jahre - Höhe: 28,00 m - Umfang: 3,64 m - Kronendurchmesser: 14 m     | Eigenart | 216-06/4 |
| BW                                      | Rot-Buche                       | Stolzenhagen, auf dem Grundstück Hasensprung 2 (52° 46′ 21,9″ N, 13° 26′ 16,6″ O)                                             | - Höhe: 24,00 m - Umfang: 3,54 m - Kronendurchmesser: 20 m                            | Eigenart, Schönheit | 244-01   |
| Weitere Bilder Fotos hochladen          | Sommer-Linde                    | Wandlitz, Breitscheidstr. 16 (alter Dorfkern), genau vor dem Gelände der Dorfkirche (52° 45′ 11,6″ N, 13° 27′ 6,1″ O)         | - Alter: ca. 300 Jahre - Höhe: 21,00 m - Umfang: 5,59 m - Kronendurchmesser: 14 m     | Eigenart, Schönheit, wissenschaftliche Bedeutung | 268-01   |
| Weitere Bilder Fotos hochladen          | Baum-Hasel                      | Wandlitz, Friedhof Karl-Liebknecht-Straße, südöstlich der Kapelle (52° 44′ 48″ N, 13° 27′ 16,6″ O)                            | - Höhe: 13,50 m - Umfang: 2,31 m - Kronendurchmesser: 20 m                            | Eigenart, Schönheit, seltener Baum im Siedlungsbereich | 268-02   |
| Weitere Bilder Fotos hochladen          | Stiel-Eiche                     | Wandlitz, Breitscheidstr., östlich Dorfanger (52° 45′ 11,6″ N, 13° 27′ 9,7″ O)                                                | - Alter: 150–200 Jahre - Höhe: 20,00 m - Umfang: 3,07 m - Kronendurchmesser: 23 m     | Eigenart, Schönheit, landeskundliche Bedeutung Das Bild zeigt den als Friedenseiche bekannten Baum. Sie wurde von den Einwohnern aus Anlass der Beendigung des Deutsch-Französischen Krieges gepflanzt. | 268-03   |
| Weitere Bilder Fotos hochladen          | Sommer-Linde                    | Wandlitz, vor Lanker Weg 16 (52° 45′ 7,1″ N, 13° 28′ 46″ O)                                                                   | - Alter: 150 Jahre - Höhe: 27,00 m - Umfang: 3,98 m - Kronendurchmesser: 20 m         | Eigenart | 268-04   |
| Weitere Bilder Fotos hochladen          | Gemeine Kiefer                  | Wandlitz, Lanker Weg, gegenüber Nr. 20A, etwa fünf Meter vom Weg entfernt (52° 45′ 2,7″ N, 13° 29′ 4,8″ O)                    | - Alter: 150 Jahre - Höhe: 13,00 m - Umfang: 1,85 m - Kronendurchmesser: 11 m         | Eigenart: Statt eines geraden aufrechten Stammes gabelt sich der Baum in mehreren Etagen und gleicht damit eher einem Armleuchter.                                                                      | 268-05   |
| Direkt Bild zu diesem Denkmal hochladen | Stiel-Eiche                     | Zerpenschleuse, Nahe der Bahnlinie, zwischen Abt. 2654 und 2653 ()                                                            | - Alter: 100–200 Jahre - Höhe: 31,00 m - Umfang: 4,02 m - Kronendurchmesser: 21 m     | Eigenart | 292-02   |
| Direkt Bild zu diesem Denkmal hochladen | Sand-Birke                      | Zerpenschleuse, nördlich des Ortes, ca. 160 m östlich der L 100, Flurstück „Birkenweg“ ()                                     | - Umfang: 2,25 m - Kronendurchmesser: 15 m                                            | Eigenart, Schönheit, landschaftsbildprägender Baum | 292-03   |

## Findlinge
| Bild                                    | Bezeichnung    | Lage                                                                                                | Beschreibung                                                               | Schutzzweck | Nummer |
| --------------------------------------- | -------------- | --------------------------------------------------------------------------------------------------- | -------------------------------------------------------------------------- | ----------- | ------ |
| Direkt Bild zu diesem Denkmal hochladen | Findling       | Klosterfelde, auf dem Gelände des Autohauses Tietz am Ortsausgang Richtung Wandlitz ()              | Granit; mögliche Anschrift AutoService Tietz, Klosterfelder Hauptstraße 34 |             | 108-06 |
| Weitere Bilder Fotos hochladen          | „Teufelsstein“ | Prenden, am Ostufer des Strehlesees zwischen Strehlsee und Straße (52° 47′ 9,7″ N, 13° 33′ 15,6″ O) | Grauer Revsund-Granit                                                      |             | 188-02 |

## Ehemalige Naturdenkmale
| Bild                                    | Bezeichnung | Lage                                                  | Beschreibung | Grund                            | Nummer |
| --------------------------------------- | ----------- | ----------------------------------------------------- | ------------ | -------------------------------- | ------ |
| Direkt Bild zu diesem Denkmal hochladen | Stiel-Eiche | Zerpenschleuse, Liebenwalder Straße, an der Brücke () |              | gefällt wegen Verkehrsgefährdung | 292-01 |